# 富士嶽神社 (館林市富士原町)
富士嶽神社（ふじたけじんじゃ）は、群馬県館林市の神社。

## 歴史
創建年代は不明だが、天正年間（1573年 - 1592年）に館林藩の藩主榊原康政が再建していることから、そのころにはすでに存在していたものと推測される。その後も館林藩の歴代藩主によって保護されている。
1872年（明治5年）、近代社格制度に基づく「郷社」に列せられ、1909年（明治42年）に「神饌幣帛料供進神社」に指定された。1910年（明治43年）の神社合祀により、近くの16社（摂末社含む）が合祀された。
当社の社殿は高さ約7メートルの丘の上に位置しており、この丘は古墳と推定されている。

## 文化財
- 富士原の浅間塚及び初山関連資料（館林市指定重要有形民俗文化財 令和元年10月23日指定）[2]

## 交通アクセス
- 館林駅より徒歩22分。